# آکیرا میتاکه
آکیرا میتاکه (انگلیسی: Akira Mitake؛ زادهٔ ۱۱ نوامبر ۱۹۵۶) آهنگساز، و نوازنده پیانو اهل ژاپن است.